# Xenohyla
Xenohyla is een geslacht van kikkers uit de familie boomkikkers (Hylidae). De groep werd voor het eerst wetenschappelijk beschreven door Eugenio Izecksohn in 1998.
Er zijn 2 soorten die voorkomen in Brazilië, in de staten Rio de Janeiro en Bahia.

## Soorten
Geslacht Xenohyla
- Soort Xenohyla eugenioi
- Soort Xenohyla truncata

Anotheca · 
Bromeliohyla · 
Charadrahyla · 
Diaglena · 
Dryophytes · 
Duellmanohyla · 
Ecnomiohyla · 
Exerodonta · 
Hyla · 
Isthmohyla · 
Megastomatohyla · 
Plectrohyla · 
Ptychohyla · 
Rheohyla · 
Sarcohyla · 
Smilisca · 
Tlalocohyla · 
Triprion